# So Nakagawa
So Nakagawa (中川 創 Nakagawa So?, Chiba, 1 de junio de 1999) es un futbolista japonés que juega como defensa en el Fujieda MYFC.

## Trayectoria

### Clubes
| Club                      | País  | Año       |
| ------------------------- | ----- | --------- |
| Kashiwa Reysol            | Japón | 2018-2019 |
| S. C. Sagamihara (cedido) | Japón | 2019      |
| Júbilo Iwata              | Japón | 2020-2023 |
| F. C. Ryukyu (cedido)     | Japón | 2022      |
| Fujieda MYFC (cedido)     | Japón | 2023      |
| Fujieda MYFC              | Japón | 2024-     |